# Phytocoris davisi
Phytocoris davisi är en insektsart som beskrevs av Knight 1923. Phytocoris davisi ingår i släktet Phytocoris och familjen ängsskinnbaggar. Inga underarter finns listade i Catalogue of Life.